# نیت دیاز
نیت دیاز (به انگلیسی:nathan diaz) (متولد ۱۶ آوریل ۱۹۸۵ در آمریکا) ناتان دیاز ملقب به نیت دیاز مبارز سبک‌وزن و ولتروزن در هنرهای رزمی ترکیبی، یو اف سی بود و جز معروف‌ترین مبارزین این سازمان بود.وی برادر کوچکتر نیک دیاز یکی دیگر از قهرمانان سابق ورزش هنرهای رزمی ترکیبی و جوجیتسو برزیلی می‌باشد . نیت دیاز در سال 2022 و رویداد 279 سازمان یو اف سی پس از مبارزه و برتری مقابل تونی فرگوسن بازنشستگی خود را از دنیای مسابقات حرفه ای اعلام کرد . از مهم ترین مبارزات وی پیروزی مقابل کانر مک گرگور در اولین مبارزه بعد از قهرمانی مک گرگور در یو اف سی بود .